# 卡海區
卡海區（西班牙語：Distrito de Cajay）是秘魯的一個區，位於該國北部安卡什大區的瓦里省，始建於1961年1月13日，面積159.35平方公里，海拔高度3,050米，2005年人口3,252，人口密度為每平方公里20人。